# شوقي كريم
شوقي كريم حسن (من مواليد 1956 - الناصرية) هو أديب وروائي ومؤلف عراقي، ولد في الناصرية - ذي قار، في مدينة الغراف، يعد واحداً من أغزر الأدباء العراقيين إنتاجا في مختلف المجالات الأدبية والدرامية والمسرحية وحتى السينمائية، فقد أصدر 16 رواية وكتب العشرات من المسرحيات وأكثر من 260 مسلسل إذاعي وتلفزيوني.
الروايات
نهر الرمان تجربة موت
ثغيب
سيبندية
القصص القصيرة
اكاذيب انخيدونيا المقدسة
عربة ماركس المنسية
عراقوش
زنجار ابيض

## حياته
ولد عند ضفاف أقدم نهر سومري وهو نهر الغراف، تعلم في الصفوف المدرسية الأولى كيف ينصت ويحلم بحكايات الفقراء، طُرد والدهُ ونفي إلى دهوك، فقرر الذهاب مع أهله إلى بغداد، حيث كان يقرأ كل ما يقع بين يديه، ومن خلال هذه القراءات قرر أن يكون ممثلاً مسرحياً متشبها بلورنس أوليفيه، لذا دَرَسَ المسرح، وأخرج وكتب أكثر من 40 مسرحية، عند بداية السبعينيات استهوته القصة القصيرة، فنشر أول قصة عام 1971، وأول مجاميعه القصصية صدرت عام 1977، فقرر بعدها دخول دار الإذاعة والتلفزيون ليقدم 262 مسلسلاً إذاعياً وتلفزيونياً.

## الجوائز
1. الجائزة الأولى عن قصة الكرسوع.
2. جائزة الدولة عن مسرحية مالم يره الغريب جلجامش.
3. الجائزة الأولى من الاتحاد الافرو آسيوي.. عن مسرحية الأطفال لايغادرون طفولتهم منتصف الليل.
4. الجائزة الثانية عن مسرحية سفارات.
5. الجائزة الثانية عن رواية مدار اليم.
6. الجائزة الأولى عن مسلسل سمير اميس - القاهرة
7. الجائزة الأولى عن مسلسل النخلة والجيران - القاهرة.
8. جائزة تكريمية من تونس عن مسلسل نازك الملائكة.
9. وسام الإستحقاق - اليمن، عن مسلسل سيف بن ذي يزن
10. الجائزة الأولى من مؤسسة عيون كأحسن كاتب دراسي لثلاث دورات.

## عضوية ومناصب
1. أنتخب عضو في المجلس المركزي لاتحاد أدباء العراق.
2. عضو في الاتحاد العام للأدباء والكتاب في العراق
3. عضو في المكتب التنفيذي لاتحاد أدباء العراق لأكثر من 15 مرة ولايزال.
4. عضو غي نقابة الفنانيين العراقيين.
5. عضو في اتحاد الصحفيين العراقيين.
6. عضو في نقابة الصحفيين العراقيين.
7. رئيس الجمعية الوطنية للدفاع عن البيئة والطفل.
8. رئيس تحرير مجلة راينا الفكرية.
9. سكرتير تحرير جريدة البلاغ.
10. عضو هيأة تحرير جريدة العراق.
11. محرر في مجلة الأقلام (مجلة التراث الشعبي).
12. خبير دراما في شبكة الإعلام العراقي.
13. خبير في دار الشؤون الثقافية العامة.
14. من مؤسسي حركة تضاد السردية وأصوات عالية.
15. له باب يومي في جرائد ومجلات عراقية وعربية.

## المؤلفات

### القصص
- عندما يسقط الوشم عن وجه أمي، عام 1977
- رباعيات العاشق.
- ليلة المرقد.. قصص قصيرة
- قطار أحمر الشفاه.. قصص قصيرة
- أصوات عالية... قصص مشتركة.

### روايات[6]
- مدار اليم.[7]
- قنزه ونزه.[8]
- لبابة السر
- نهر الرمان.. تجربة موت
- فضاء القطرس
- شروكية.
- خوشية
- هباشون
- هتلية.[9]
- ثغيب.[10]

### مسرحيات
- مالم يره الغريب جلجامش
- الموازن
- ظمأ المفازاة
- دوي الفراغ.. ولكن
- الوثوب إلى القلب
- الموسيقى.

## روابط خارجية
شوقي كريم على موقع قاعدة بيانات الأفلام العربية